# Tênis nos Jogos Pan-Americanos de 1967
As competições de tênis nos Jogos Pan-Americanos de 1967 foram realizadas em Winnipeg, Canadá. Foi a quinta edição do esporte no evento, que foi disputado para ambos os sexos.

## Medalhistas
Masculino
| Evento           | Ouro                                   | Prata                                     | Bronze                                     |
| ---------------- | -------------------------------------- | ----------------------------------------- | ------------------------------------------ |
| Simples detalhes | Thomaz Koch BRA Brasil                 | Herb Fitzgibbon USA Estados Unidos        | Arthur Ashe USA Estados Unidos             |
| Duplas detalhes  | Edson Mandarino Thomaz Koch BRA Brasil | Marcelo Lara Joaquín Loyo-Mayo MEX México | Francisco Guzmán Miguel Olvera ECU Equador |

Feminino
| Evento           | Ouro                                       | Prata                                            | Bronze                             |
| ---------------- | ------------------------------------------ | ------------------------------------------------ | ---------------------------------- |
| Simples detalhes | Elena Subirats MEX México                  | Patsy Rippy USA Estados Unidos                   | Jane Albert USA Estados Unidos     |
| Duplas detalhes  | Jane Albert Patsy Rippy USA Estados Unidos | María Eugenia Guzmán Ana María Ycaza ECU Equador | Vicki Berner Faye Urban CAN Canadá |

Misto
| Evento          | Ouro                                       | Prata                                         | Bronze                                            |
| --------------- | ------------------------------------------ | --------------------------------------------- | ------------------------------------------------- |
| Duplas detalhes | Jane Albert Arthur Ashe USA Estados Unidos | Luis Augusto García Elena Subirats MEX México | María Eugenia Guzmán Francisco Guzmán ECU Equador |

## Quadro de medalhas
| Ordem | País               | Medalha de ouro | Medalha de prata | Medalha de bronze |    |
| ----- | ------------------ | --------------- | ---------------- | ----------------- | -- |
| 1     | USA Estados Unidos | 2               | 2                | 2                 | 6  |
| 2     | BRA Brasil         | 2               |                  |                   | 2  |
| 3     | MEX México         | 1               | 2                |                   | 3  |
| 4     | ECU Equador        |                 | 1                | 2                 | 3  |
| 5     | CAN Canadá         |                 |                  | 1                 | 1  |
| TOTAL | TOTAL              | 5               | 5                | 5                 | 15 |

## Ligação externa
- Jogos Pan-Americanos de 1967